# Schizophrénie hébéphrénique
 Mise en garde médicale
La schizophrénie hébéphrénique, ou hébéphrénie, est une forme de schizophrénie.
Elle touche des sujets jeunes, avec une absence de délire paranoïde et la présence d'un syndrome dissociatif menant rapidement à un retrait social. Elle évolue généralement vers un appauvrissement cognitif et relationnel. Le traitement passe par la psychothérapie (individuelle et/ou institutionnelle) et la médication, bien que l'affection puisse se montrer résistante au traitement par neuroleptiques.

## Description
L'hébéphrénie est nommée d'après la déesse grecque personnifiant la jeunesse, Hébé, en référence à la survenue du trouble durant la puberté.
L'hébéphrénie, aussi appelée schizophrénie déficitaire, représente environ 20 % des cas de schizophrénie. Ce type de trouble est caractérisé par un comportement et un discours désorganisés, incluant schizophasie. L'expression émotive peut présenter des étrangetés ou une discordance avec l'environnement. Les émotions et affects sont émoussés, plats ou non appropriés. Des signes de catatonie sont observables.
D'autres symptômes peuvent être une distorsion de la réalité (impliquant illusions et hallucinations) et une pauvreté psychomotrice (apraxie, pauvreté de la parole, manque de mouvements spontanés et des aspects variés de changements émotionnels). Les gestuelles ou expressions faciales peuvent être en discordance avec le ressenti. Un manque complet d'expression faciale peut également être rencontré, exprimant parfois une anhédonie (manque de plaisir), et une apathie (manque de motivation).
Contrairement au type paranoïde de la schizophrénie, les illusions et hallucinations ne sont pas les symptômes au premier plan bien qu'ils puissent être fragmentairement présentés,.
Un individu atteint de schizophrénie hébéphrénique peut montrer un trouble comportemental incompatible avec certaines activités ou habitudes journalières telles que manger ou se laver.
Les symptômes déficitaires incluent perte de motivation (aboulie) et perte de plaisir (anhédonie).

Cette forme de schizophrénie est typiquement associée à la croissance prématurée (souvent entre 15 et 25 ans) et possède un mauvais pronostic à cause du développement rapide des symptômes « négatifs » et le déclin des fonctions sociales.

## Traitement
L'indication d'une sismothérapie peut être proposée ainsi qu'une médication par neuroleptiques désinhibiteurs ou antipsychotiques (amisulpride par exemple).
Dans les années 1990, des rapports cliniques décrivent les effets bénéfiques de la lévodopa, de l'amphétamine, de l'amantadine et de la bromocriptine sur les symptômes négatifs . D'autres rapports ne décrivent pas d'effets favorables de ces médicaments dopaminergiques.[Lesquels ?]

## Personnalités souffrant de la maladie
- Lluís Companys i Micó (1911-1956), fils unique du président catalan Lluís Companys. Il est hospitalisé en Suisse et en Belgique, puis en France, à Viry-Châtillon, à la suite de la guerre d'Espagne et de la Seconde Guerre mondiale, avec le soutien de sa belle-mère, la résistante Carme Ballester[10].